# Bad Zurzach
Bad Zurzach je mesto v okraju Zurzach v kantonu Aargau v Švici. Mesto je tudi sedež okraja.
Bad Zurzach je bil včasih prepoznaven pod imenom Zurzach, vendar so ga meščani uradno zamenjali 21. maja leta 2006. Leži ob Renu in ima izvir termalne vode, ki ga izkoriščajo za bazene s termalno vodo. Stari mestni trg, samostanska cerkev St. Verena z zakladom, rimskokatoliška cerkev in pozen rimski grad Tenedor na hribu Kirchlibuck so na seznamu Švicarskega popisa kulturne lastnine nacionalnega in območnega pomena.